# Girodí

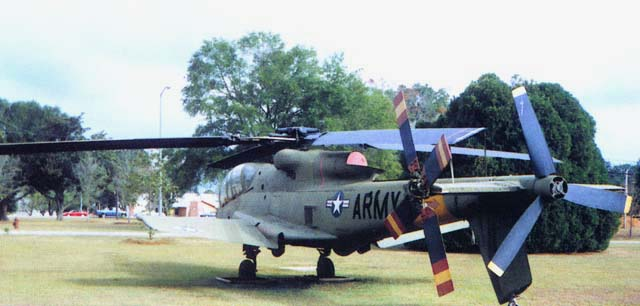
Imatge d'un Lockheed AH-56A Cheyenne on es pot veure la seva similitud amb un helicòpter, però la diferència està que compta amb un sistema de propulsió principal independent del rotor.

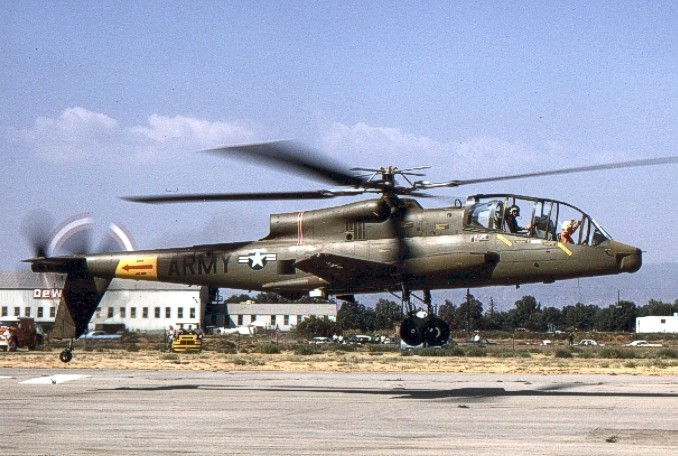
Imatge d'un Lockheed AH-56A Cheyenne en vol, on es pot veure tots els seus rotors i sistema de propulsió en acció.

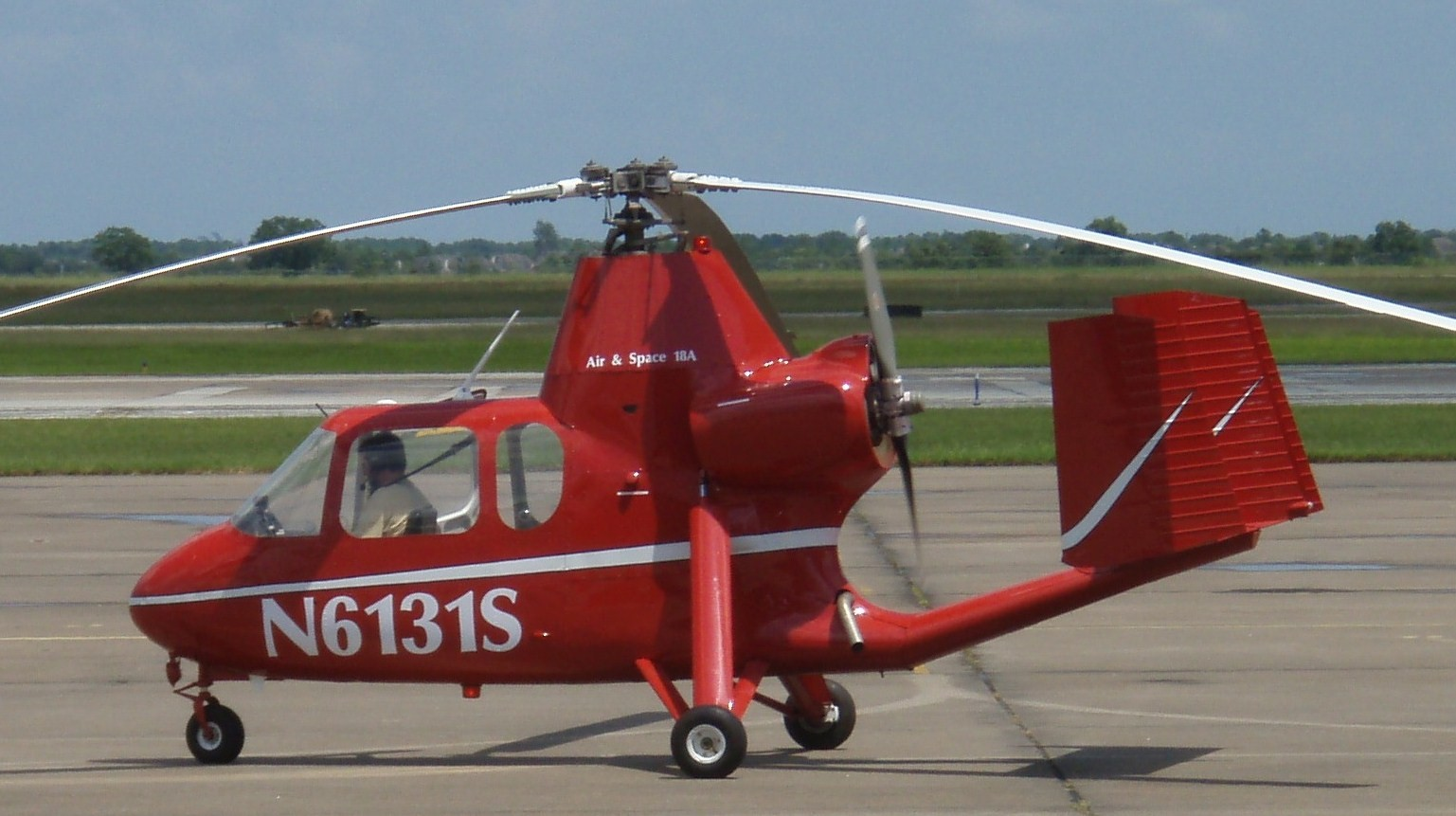
Giroplà modern en exhibició a Texas, Estats Units (2007).

Un girodí és una aeronau d'ales giratòries que compta amb un rotor principal similar al dels helicòpters, però que a diferència d'aquests, també disposa d'un sistema de propulsió principal independent del rotor, i que produeix una embranzida en la direcció de la trajectòria. A altes velocitats el rotor principal es comporta com el d'un helicòpter, igual que en realitzar la maniobra d'ascensió.

## Introducció
Els girodins van ser concebuts com una manera de superar la limitació física dels helicòpters, els quals no poden superar la velocitat de 400 km/h, ja que entren en pèrdua. L'altra forma de saltar-se aquesta limitació és la que usa un altre tipus d'aeronau, el convertiplà.
El girodí es considerava el mitjà de transport aeri del futur, sens dubte una revolució com va ser en el seu moment el mateix helicòpter, gràcies a les capacitats heretades d'aquest últim, com és la possibilitat de l'enlairament i aterratge vertical, combinat amb una velocitat de creuer pròpia de les aeronaus d'ala fixa, la qual cosa la convertirà en un mitjà altament flexible.
En anglès es coneix a aquestes aeronaus com Compound Helicopters, encara que en la classificació acadèmica, no són helicòpters. Això genera moltes equivocacions en traduir literalment de l'anglès com a helicòpter compost.

## Definició
El moviment en el plànol X és proporcionat en un primer moment pel rotor principal. A mesura que augmenta la velocitat, l'hèlix de cua guanya protagonisme en aquesta labor, quedant el rotor amb la missió de generar sustentació, no ja tant pel motor, i si per la inèrcia i l'embranzida de l'aire. I si estiguessin dotats aquests dissenys d'ales, el rotor a part de no generar moviment (desplaçament) amb prou feines contribuiria a la sustentació.
A més, alguns dels dissenys com el nord-americà Piasecky X-49A, posseeixen petites ales per generar major sustentació a altes velocitats. Quan l'aeronau opera a altes velocitats, el rotor principal es desacobla del motor, girant per la inèrcia i l'embranzida de l'aire sobre les pales (com un autogir). És per això que l'aeronau al no sustentar-se en el rotor principal pot superar la barrera dels 400 km/h de velocitat.
En poques paraules, els girodins combinen les característiques de vol dels helicòpters i la dels avions. Així mateix el seu nom indica una similitud amb l'autogir, invent de l'espanyol Juan de la Cierva, que el va desenvolupar durant el primer terç del segle xx.

## Diferències amb altres aeronaus
La diferència dels girodins pel que fa a altres aeronaus d'ales rotatòries és que a part del rotor principal, tenen una hèlix en disposició vertical. Gràcies a aquesta hèlix (que generalment va disposada en la cua de l'aparell), a velocitats baixes l'aparell es comporta com un helicòpter. Conforme es va augmentant la velocitat, és l'hèlix de cua la que va generant en major proporció l'embranzida en la component horitzontal, descarregant alhora al rotor principal.
La diferència amb l'autogir és que el rotor principal no es mou per l'acció del motor, mentre que en el girodí sí que pot ser mogut.

## Exemples de girodins
- Fairey Aviation Company
  - Fairey FB-1 Gyrodyne
  - Fairey Jet Gyrodyne
  - Fairey Rotodyne (1957)
- Kamov
  - Kamov Ca-22 (1959)